# Trofeul Carpați (handbal feminin) - Ediția a 8-a
Competiția din 1967 reprezintă a opta ediție a Trofeului Carpați la handbal feminin pentru senioare, turneu amical organizat anual de Federația Română de Handbal începând din 1959. Ediția din 1967, la care au luat parte cinci echipe, a fost găzduită de orașul Cluj Napoca și s-a defășurat între 23-27 noiembrie 1967. Câștigătoarea turneului din 1967 a fost selecționata principală a orașului București.

## Echipe participante
La a opta ediție a Trofeului Carpați nu au fost înscrise echipe naționale ci selecționate ale orașelor.

### România
România a fost reprezentată de două selecționate ale capitalei București.

#### Selecționata orașului București
Selecționata principală a orașului București a fost pregătită de antrenorii Francisc Spier și Dumitru Popescu-Colibași.
| Portari - Irene Nagy-Klimovski - Maria Buzaș - Maria Nicolae Extreme - Lidia Dumitru - Tereza Székely Centri - Petruța Băicoianu-Cojocaru - Anna Nemetz - Aneta Schramko | Pivoți - Edeltraut Franz-Sauer - Elena Hedeșiu Interi - Elena Dobârceanu-Răducanu - Felicia Gheorghiță-Bâtlan - Geta Micu - Anna Stark-Stănișel - Rodica Vidu |

#### Selecționata de tineret a orașului București
Selecționata de tineret a orașului București a fost pregătită de antrenorii Pompiliu Simion și Ion Schuster.
| Portari - Maria Moroșan - Elisabeta Simo Extreme - Christine Metzenrath-Petrovici - Aurelia Costandache Centri - Elena Oprea-Drăgănescu - Mariana Chirilă - Rodica Cordoș | Pivoți - Emilia Neghină - Paula Anghel - Emilia Munteanu Interi - Simona Arghir - Maria Domșa - Hilda Hrivnak-Popescu - Magdalena Miklós - Julieta Țopârlan |

### Iugoslavia
Iugoslavia a fost reprezentată de o selecționată a capitalei Belgrad.

### Ungaria
Ungaria a fost reprezentată de o selecționată a capitalei Budapesta.

### Uniunea Sovietică
Uniunea Sovietică a fost reprezentată de o selecționată a capitalei Moscova.

## Clasament și statistici
Ediția a opta a Trofeului Carpați la handbal feminin a fost câștigată de selecționata principală a orașului București.

### Clasamentul final
|   | București         |
|   | Moscova           |
|   | Belgrad           |
| 4 | Budapesta         |
| 5 | București-tineret |